# Chiesa di San Giusto Martire (Gorizia)
La chiesa di San Giusto Martire è la parrocchiale di Piedimonte del Calvario, in provincia ed arcidiocesi di Gorizia; fa parte del decanato di Sant'Andrea di Gorizia.

## Storia

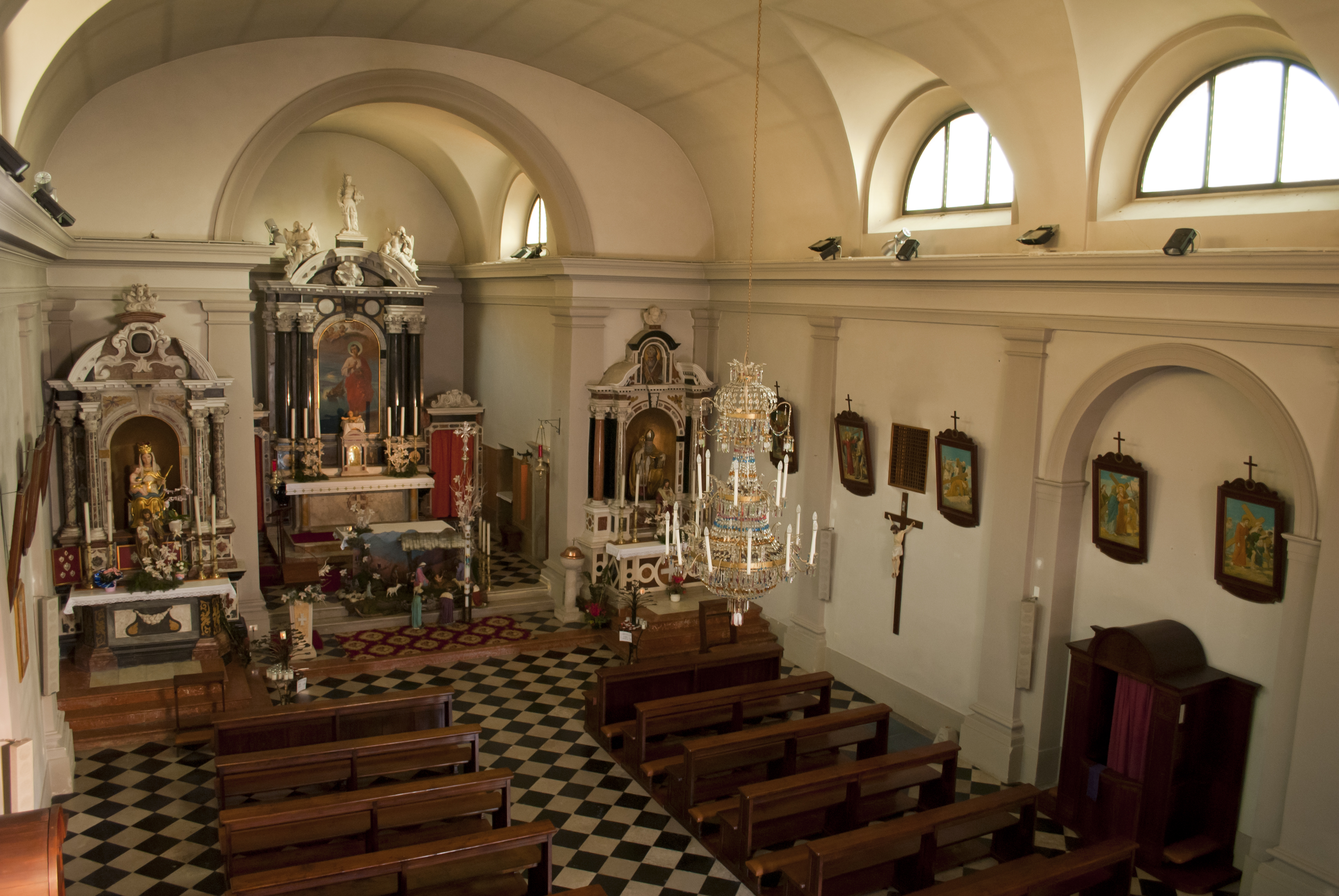
L'interno

Si sa che a Piedimonte del Calvario fu edificata una chiesetta nel 1768, ampliata notevolmente nel 1820. Nel 1824 la chiesa di Piedimonte divenne vicariale. Detto edificio venne distrutto durante la prima guerra mondiale dai colpi di artiglieria, che distrussero il tetto. Il resto dell'edificio venne lasciato alle intemperie e, col tempo, si deteriorò notevolmente. 
Terminato il conflitto, per interessamento dell'arcivescovo di Gorizia e Gradisca Francesco Borgia Sedej, la chiesa fu ricostruita nel 1924 ed inaugurata il 1º ottobre di quello stesso anno.